# Sperie Karas
Sperie Karas (* 25. Juni 1930 als Speros Peter Karaboyas in Lorain, Ohio, USA) ist ein amerikanischer Jazzschlagzeuger und Komponist.

## Werdegang
Karas wurde als viertes von vier Kindern griechischer Einwanderer geboren. Als die Familie im Jahr 1939 für einen längeren Aufenthalt zurück nach Griechenland reiste, begann am 1. September 1939 mit dem deutschen Überfall auf Polen der Zweite Weltkrieg. Während der mehrtägigen Rückfahrt im Herbst 1939 mit der MS Normandie wurde Karas von dem Schlagzeuger der Tanzband an Bord so beeinflusst, dass er bald darauf ersten Schlagzeugunterricht an der Ashland High School wählte. Ab etwa 1943/44 erhielt er wöchentlichen Privatunterricht bei Charles Wilcoxon in Cleveland, Ohio.

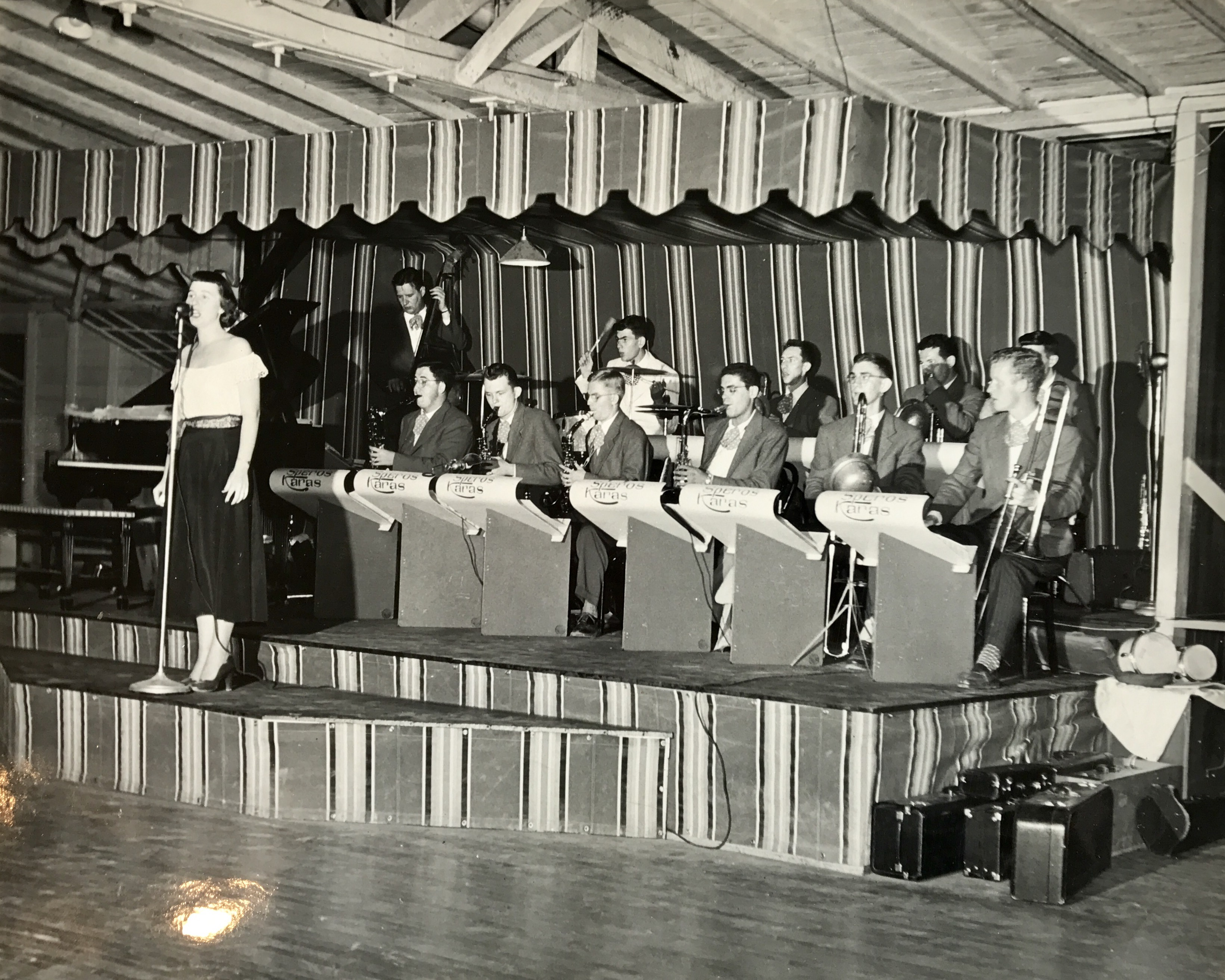
Speros Karas Big Band, undatiert (ca. 1948/49)

1941 gründete er in den Räumen über dem Restaurant seines Vaters in Ashland, Ohio, die Speros Karas Big Band, mit der er erste landesweite Erfolge im Bundesstaat Ohio erzielte. Zu den Bandmitgliedern zählte unter anderem Dick Wooley.
Karas studierte von 1949 bis 1954 an der Juilliard School of Music in New York City. Im Jahr 1952, also noch zu Studienzeiten, erhielt er bereits einen Plattenvertrag bei Metro-Goldwyn-Mayer (MGM). Er führte dazu als Bandleader eine experimentelle Jazzband, bestehend aus einem Jazztrio plus drei Holzbläser und einem Streichquartett. Auftritte führten die Band unter anderem in das Birdland und in die Carnegie Hall. Das Ensemble spielte unter anderem als Vorband von Charlie Parker und Dizzy Gillespie, Miles Davis und Bud Powell, bevor er von 1953 bis 1954 Mitglied des Sauter-Finegan Orchestras wurde. Im Mai 1957 engagierte ihn Eddie Sauter im SWF-Tanzorchester. Auf Sauter folgte im Herbst 1958 Rolf-Hans Müller. Unter dessen Leitung blieb Karas bis 1961 beim SWF. Anschließend folgten mehrere Jahre freiberuflicher Tätigkeit, bevor er von 1967 bis 1995 in der WDR Big Band Köln unter der Leitung von Werner Müller und später Jerry van Rooyen spielte.
Mit Dave Hildinger nahm er mit dem Karas-Hildinger Orchestra auf. Er ist auch auf Alben mit dem Sauter-Finegan Orchestra, Hans Koller und Stan Getz zu hören. In dem von Hans Hammerschmid geschriebenen Stück Sperie’s Drums, das er mit dem SWF-Tanzorchester einspielte, wurde er besonders herausgestellt. Auf regionaler Ebene war er auch bei den Meisterswingers von Les Searle tätig.
Karas lehrt seit den 1970er Jahren als Dozent an der Folkwang Universität der Künste, zunächst als Nebenfachlehrer für Drumset. Später wurde er Hauptfachdozent für Big-Band-Schlagzeug und Sight Reading und leitete Jazz-Ensembles in der neu eingerichteten Jazzabteilung der Hochschule. Von 1970 bis 1995 unterrichtete er Schlagzeug an der Rheinischen Musikschule Köln. Seit 1982 ist er auch Dozent beim Ausbildungsmusikkorps der Bundeswehr. Karas veröffentlichte zahlreiche Unterrichtswerke, unter anderem das Lehrbuch Jazz Drumming in Combo & Big Band (Schott, 1988) und Bass Drum Groove Control for Drumset (Alfred, 2011).
Während seiner langjährigen Lehrtätigkeit beeinflusste er zahlreiche namhafte Schlagzeuger, vor allem im deutschsprachigen Raum. So zum Beispiel Jürgen Peiffer, Alex Vesper, Andy Pilger und Michael Schmidt.

## Veröffentlichungen als Autor
- Jazz Drumset Solos. 7 Contemporary Pieces, Hal Leonard, 2003, ISBN 978-0-634-06549-1
- Rock Drumset Solos. 8 Contemporary Pieces, Hal Leonard, 2004, ISBN 978-0-634-07840-8
- Jazz Drumming in Big Band & Combo, Hal Leonard, 2006, ISBN 978-0-634-08918-3
- Rudimental Rock-Jazz Etudes for Snare Drum, Ludwig, 2010
- Bass Drum Groove Control for Drumset, Alfred, 2011, ISBN 978-3-933-13688-6
- Snare Drum Solos. Seven Pieces for Concert Performance, Hal Leonard, 2012, ISBN 978-0-634-06550-7
- 50 Syncopated Snare Drum Solos, Hal Leonard, 2014, ISBN 978-1-480-34441-9
- Takes Two. Suite for Two Drumsets, HoneyRock

## Lexikalische Einträge
- Jürgen Wölfer: Jazz in Deutschland. Das Lexikon. Alle Musiker und Plattenfirmen von 1920 bis heute. Hannibal, Höfen 2008, ISBN 978-3-85445-274-4.